# Normativa energètica de la Unió Europea
L'energia ha estat un aspecte clau en la cohesió europea com a necessitat comuna de les economies europees.

## Prioritats
Una de les actuals prioritats de les polítiques europees en matèria energètica és disminuir l'ús dels combustibles fòssils atenent 3 fets principals:
- Són els principals responsables de les emissions antropogèniques de gasos efecte hivernacle.
- Són causants de preocupants efectes sobre el medi ambient i la salut humana.
- A causa dels escassos jaciments de cru de petroli que hi ha a Europa, fan que depenem fortament de les exportacions d'altres països, concretament d'un reduït nombre de països exportadors (OPEP).

En els darrers anys el pes de les energies renovables ha agafat una major importància en el discurs i també la legislació provinent de Brussel·les, i en aquesta s'emmarca el suport a l'aposta dels agrocombustibles.
Els principals objectius de les estratègies energètiques europees (recollides en els Llibres Verds que elabora la Comissió Europea) són bàsicament els següents:
- Enfortir les polítiques comunitàries per tal d'assolir l'objectiu de duplicar en 15 anys la contribució de les fonts d'energies renovables al consum energètic interior brut.
- Treballar en el camí cap a la sostenibilitat.

## Normatives
Les principals aportacions normatives en el camp dels agrocombustibles es resumeixen en la taula següent:
| LLEI | CONTINGUT | COMENTARIS |
| --- | --- | --- |
| Directiva 2003/17/CE, del 3 de març de 2003, sobre Requisits tècnics dels carburants que modifica la Directiva 98/70/CE                                                     | Màxims percentatges de barreja: -5% d'etanol -15% d'ETBE -5% de biodièsel Si la quantitat de biofuels sobrepassa aquestes quantitats cal que es notifiqui al consumidor. | |
| Directiva 2003/30 CE, del 8 de maig de 2003, sobre Promoció de l'ús de biocombustibles i altres combustibles d'origen renovable per al transport.                           | Relació del consum de biofuels sobre el total: -2% al 2005 -5,75% al 2010                                                                                                | |
| Directiva 2003/96 CE, del 27 d'octubre de 2003, sobre Règim comunitari per la reestructuració del marc comunitari de les taxacions de l'electricitat i productes energètics | Els Estats membres podran fer exempcions fiscals totals o parcials als biocombustibles.                                                                                  | La taxa actual és del 0,8% al conjunt de la UE.                                                                |
| Pla d'Acció de la Biomassa, comunicació de la Comissió Europea de 7 de desembre de 2005, COM/2005/628                                                                       | La Comissió Europea promourà l'ús de l'energia de la biomassa. Cal promocionar l'ús del biofuels, especialment els de 2a generació.                                      | |
| Estratègia Europea dels Biocarburants, comunicació de 8 de febrer de 2006, COM/2006/34                                                                                      | Estableix set eixos polítics a assolir per tal de potenciar els biocombustibles.                                                                                         | |
| Conclusions de la Presidència del Consell Europeu- Brussel·les 23 i 24 de març de 2006                                                                                      | Per l'any 2015: - Energies Renovables:15% - Biofuels: 8% | |
| Conclusions de la Presidència del Consell Europeu- Brussel·les 8 i 9 de març de 2007                                                                                        | Per l'any 2020: - Energies Renovables:20% - Biofuels: 10% | |
| Nova Proposta de Directiva, de 23 de gener de 2008 que modifica la Directiva 98/70/CE                                                                                       | Per l'any 2020: - Energies Renovables: 20% - Biofuels: 10% | Es fa referència a la introducció de criteris de sostenibilitat i sistema de verificació dels biocombustibles. |